# 가브리엘라 페션
가브리엘라 페션(Gabriella Pession, 1977년 11월 2일 ~ )은 이탈리아, 미국의 배우이다.

## 출연 작품
- 크로싱라인 2 (2014)
- 크로싱라인 1 (2013)
- 룰티모 가토파르도 (2010)
- 오기 스포시 (2009)
- 13송이 장미 (2007)
- 사랑에 관해 진실을 이야기하자 (2001)

### 텔레비전
- 지저스 (1999, Jesus)